# دنيس هادزيكادونيتش
دنيس هادزيكادونيتش (مواليد 9 يوليو 1998) هو لاعب كرة قدم بوسني يلعب كمدافع في نادي روستوف.

## روابط خارجية
- دنيس هادزيكادونيتش على موقع الاتحاد الدولي (مؤرشف)  (الإنجليزية)
- دنيس هادزيكادونيتش على موقع الاتحاد الأوربي (الإنجليزية)
- دنيس هادزيكادونيتش على موقع اتحاد السويد (السويدية)
- دنيس هادزيكادونيتش على موقع قاعدة بيانات كرة القدم.إي يو (الإنجليزية)
- دنيس هادزيكادونيتش على موقع ناشيونال فوتبول تيمز (الإنجليزية)
- دنيس هادزيكادونيتش على موقع Soccerbase.com (لاعب) (الإنجليزية)
- دنيس هادزيكادونيتش على موقع Soccerway.com (الإنجليزية)
- دنيس هادزيكادونيتش على موقع عالم كرة القدم.نت (الإنجليزية)